# تینو انجورین
تینو انجورین (انگلیسی: Tino Anjorin؛ زادهٔ ۲۳ نوامبر ۲۰۰۱) بازیکن فوتبال اهل انگلستان است.
از باشگاه‌هایی که در آن بازی کرده است می‌توان به باشگاه فوتبال چلسی اشاره کرد.
وی همچنین در تیم‌های ملی فوتبال زیر ۱۷ سال انگلستان، زیر ۱۸ سال انگلستان، و زیر ۱۹ سال انگلستان بازی کرده است.